# Jagged Edge (groupe)
Pour les articles homonymes, voir Jagged Edge.
Jagged Edge est un quartet de musique RnB et soul originaire d'Atlanta en Géorgie aux États-Unis. Le groupe est composé des jumeaux Brian et Brandon Casey, de Richard Wingo et de Kyle Norman.
Ils ont été découverts par Kandi Burruss du groupe Xscape dans le milieu des années 1990 qui les a présenté à son producteur de l'époque Jermaine Dupri. Ce dernier les compare aux Boyz II Men et les signe sur son label So So Def Recordings. En 1997 sors le premier album du groupe A Jagged Era chez So So Def Recordings/Columbia Records.
En 2003, le groupe se sépare de JD et So So Def pour continuer seul chez Columbia Records « pour mûrir et montrer ce dont nous sommes capables sans super producteur » dixit Richard Wingo. Finalement Jagged Edge et So So Def se retrouvent dès 2007 chez Island Records pour le 6e album du groupe intitulé Baby Making Project sorti le 25 septembre 2007 et entièrement produit par Jermaine Dupri.
Depuis 2009, ils sont officiellement signés sur le label Slip-N-Slide.
En février 2013 le groupe renoue avec Dupri et d'anciens artistes de So So Def pour fêter les 20 ans du label lors d'un grand concert à Atlanta.

## Discographie
- A Jagged Era (1997) Certifié disque d'or
- J.E. Heartbreak (2000) Certifié double disque de platine
- Jagged Little Thrill (2001) Certifié disque de platine
- Hard (2003) Certifié disque d'or
- Jagged Edge (2006)
- The Hits (en) (Best Of) (2006)
- Baby Makin' Project (2007)
- The Remedy (2011)
- J.E. Heartbreak II (2014)

## Singles
- The Way That You Talk (feat. Da Brat & Jermaine Dupri) (1997)
- I Gotta Be (1998)
- He Can't Love U (1999)
- Let's Get Married (2000)
- Promise (en) (2000)
- Where The Party At (feat. Nelly) (2001)
- Goodbye (2002)
- I Got It 2 (feat. Nas) (2002)
- Walked Outta Heaven (2003)
- What's It Like (2004)
- So Amazing (feat. Voltio) (2005)
- Good Luck Charm (2006)
- Stunnas (2006)
- Put A Lil Umph In It (feat. Ashanti) (2007)
- Tonight (2009)
- Tip of My Tongue (feat. Trina & Gucci Mane) (2010)

## Collaborations
- Nice and Slow d'Usher sur l'album My Way (1997)
- My Little Secret de Xscape sur l'album Traces of My Lipstick (1998)
- You Can Always de Blaque sur la bande originale du film Big Mamma (2000)
- Puppy Love de Lil' Bow Wow sur l'album Beware of Dog (2000)
- Let's Stay Together (Together Again) de Run DMC dur l'album Crown Royal (2001)
- Freaky Thangs de Ludacris sur l'album Word of Mouf (2001)
- Yours & Mine de Jermaine Dupri sur l'album Instructions (2001)
- Trade It All de Fabolous sur l'album Ghetto Fabolous (2001)
- Trade It All Part II de Fabolous sur la bande originale du film Barber Shop (2002)
- Thank You de Lil' Bow Wow sur l'album Doggy Bag (2002)
- Don't Mess With My Man de Nivea sur l'album Nivea (2002)
- I Remember de TQ sur la bande originale du film Magic Baskets (2002)
- Ride On de Kool G Rap sur l'album The Giancana Story (2002)
- Put That Thing Down de DJ Kayslay et 8Ball & MJG sur l'album The Streetsweepers Vol. 2 (2002)
- My Baby & Hey Lil' Momma de Bow Wow sur l'album Unleashed (2003)
- Choosin' de Too Short sur l'album Married to the Game (2003)
- If You Got Crew de Sly Boogy sur l'album Judgement Day (2003)
- In The Club Tonight de ATL sur la bande originale du film Street Dancers (2003)
- I'm a Ryder de Kokane sur l'album Mr. Kane Part. 2 (2003)
- Two Fingers de David Banner sur l'album Certified (2004)
- Project Princess de Tony Yayo sur l'album Thoughts of a Predical Felon (2004)
- Nasty Girl de The Notorious B.I.G. sur l'album Duets: The Final Chapter (2005)
- On Your Mind de Pimp C sur l'album Pimpalation (2006)
- Kick It Like That de Styles P sur l'album Time Is Money (2006)
- Party People & The One de Daz Dillinger sur l'album So So Gangsta (2006)
- All Night de Raekwon sur l'album Raekwon presents...Ice Water - Polluted Water (2007)